# Рибальська компанія Східної Гренландії Nanok

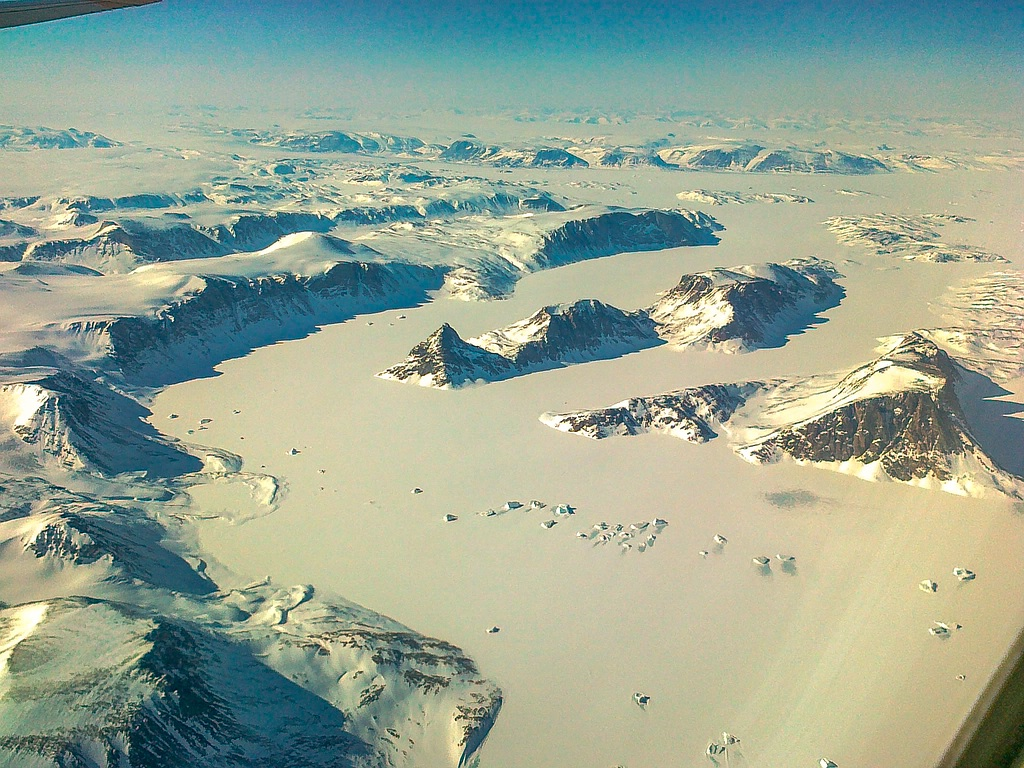
Вид на південний-захід Бухти Дове. Острів посередині праворуч — Nanok Ø, названий на честь компанії.

Рибальська компанія Східної Гренландії Nanok  (1929–1990), загалом відома як Nanok,  була данською компанією в Гренландії , яка в основному займалася полюванням і торгівлею песцями заради їх хутра.
У 1992 році під такою ж назвою була заснована культурна організація з метою поширення знань про північно-східну Гренландію. 

## Історія
Компанія Nanok була заснована в 1929 році Йоганнесом Герхардтом Йенновим (1886–1980)  з метою розробки природних ресурсів у віддаленій північно-східній Гренландії. Вона замінила Східно-Гренландську компанію (A/S Østgrønlandsk Kompagni), засновану в 1919 році. Відразу після свого заснування в 1929 році Nanok перейняла данські мисливські станції, які були засновані колишньою компанією.  Нанок також побудував кілька додаткових мисливських хатин на безлюдних просторах північно-східної Гренландії та співпрацював з Санним патрулем Сіріус, іншою організацією, що працює в безлюдній місцевості. Хоча спочатку наголос робився на рибальстві, на практиці компанія стала здебільшого активною у полюванні та торгівлі песцями, оскільки в той час існував великий попит на їх цінне хутро.
Допомога та досвід Nanok у цьому районі виявилися дуже корисними для наукових експедицій, які відвідали північно-східну Гренландію в середині 20 століття.  Компанія втратила значні доходи в 1952 році, коли припинила свою прибуткову торгівлю хутром. У тому ж році данська держава скасувала свої субсидії , після чого компанії, яка зазнала труднощів, стало дедалі важче обслуговувати борги перед кредиторами, і вона практично повністю припинила діяльність. Дженнов залишався директором Nanok з 1929 до 1976 року  . Нарешті в 1990 році компанія стала формально неплатоспроможною і була закрита.
Острів Нанок (Nanok Ø), острів на південно-західному кінці затоки Дав біля північних берегів Землі Адольфа С. Йенсена був названий на честь цієї компанії в 1940-х роках на честь її діяльності в цьому районі. 
MS Nanok S., данське транспортно-вантажне судно, обладнане для роботи в арктичних умовах, також було названо на честь компанії. Був також корабель Берегової охорони США з назвою USCGC Nanok (WYP-169) — колишній рибальський траулер з Бостону, Массачусетс— служив у Гренландії під час Другої світової війни який, ймовірно, був названий не на честь компанії, а на честь білого ведмедя. 

## Дивитися також
- Картографічні експедиції в Гренландію
- Земля Еріка Червоного
- Експедиція Мьоркефіорд